# Luis María Drago
Luis María Drago  (Mercedes, Buenos Aires; 6 de mayo de 1859-Ciudad de Buenos Aires, 9 de junio de 1921) fue un abogado y político argentino, autor de la Doctrina Drago.

## Biografía
Nació en la ciudad bonaerense de Mercedes, miembro de una familia de ascendencia española y buena posición económica y social. Cursó sus estudios secundarios en el Colegio Nacional de Buenos Aires. Se graduó como abogado en la Universidad de Buenos Aires en 1882. Trabajó como periodista en diversos diarios, entre ellos La Nación, del cual llegó a ser su editor. Desempeñó varios cargos públicos: juez de lo Civil, consejero de la Corte de Apelaciones provincial y procurador general de Buenos Aires. Durante su etapa de servicio en los tribunales, manifestó un profundo interés por los factores sociológicos y psicológicos que influían en los criminales.
En 1888 se crea, por iniciativa de Luis María Drago (Fiscal del Estado por la Provincia de Buenos Aires), la Sociedad de Antropología Jurídica constituida por Norberto Piñero, Francisco Ramos Mejía (presidente), José María Ramos Mejía, Luis María Drago, Rodolfo Rivarola, Manuel Podestá, Lucio Menéndez (director del Hospicio de Las Mercedes) y Florentino Ameghino, entre otros, todos pertenecientes a la llamada ‘generación del 80’. La Sociedad fue creada con el fin de estudiar la criminalidad. Tuvo una intensa actividad académica dedicada a promover la Escuela Positiva. La conferencia inaugural fue dictada por Francisco Ramos Mejía, y se intituló: “El delito, el delincuente, la responsabilidad, la pena y el derecho de castigar en los principios fundamentales de la Escuela Positiva de Derecho Penal”.

Monumento que representa a Luis María Drago. La estatua fue realizada en 1934 por el escultor Alberto Lagos y se ubicó en la plaza General José Páez en el barrio de Palermo de la ciudad de Buenos Aires. En su base se lee: «En horas de prueba para la solidaridad americana, su viril acento de jurista repercutió en el mundo, como la voz de América».

Fue legislador por el PAN (Partido Autonomista Nacional) y profesor de Derecho.
Fue nombrado Ministro de Relaciones Exteriores en 1902, durante el gobierno de Julio Argentino Roca. Durante su estadía en la Cancillería propuso la Doctrina Drago en respuesta a las acciones bélicas de Inglaterra, Alemania e Italia, quienes impusieron el Bloqueo naval a Venezuela de 1902-1903, para cobrar por la fuerza la gran deuda nacional que el presidente Cipriano Castro se negaba a pagar.
Ante esta circunstancia, el presidente Theodore Roosevelt argumentó que los Estados Unidos como país, no aplicaría la Doctrina Monroe a los fines de apoyar a un país americano que se viese afectado por ataques de potencias europeas que no se originasen con intención de recuperar territorios y colonizarlos. Así surge la Doctrina Drago, como una protesta por parte de Luis María Drago frente a la actitud pasiva de los Estados Unidos para resolver dicho conflicto, estableciendo que ningún Estado extranjero puede utilizar la fuerza contra una nación americana con la finalidad de cobrar una deuda financiera. En 1908 recibió instrucciones de su gobierno para representar al país en la Segunda Conferencia de Paz de La Haya junto a Roque Sáenz Peña; allí sostuvieron una posición favorable a la creación de un tribunal internacional de arbitraje.
En 1914 fue incluido por Ernesto Bosch en la nominación al premio nobel de la paz, según se manifestó después de 50 años, según el protocolo de apertura de archivos.